# 碳酸銫
碳酸銫（英語：Caesium carbonate）是一種無機化合物，屬於碳酸鹽，化學式為Cs2CO3。

## 制備
可由碳酸銨與氫氧化銫反應制得。
(NH4)2CO3 + 2 CsOH → Cs2CO3 + 2 NH3·H2O